# Gabe Wright
Gabe Wright (Columbus, 3 aprile 1993) è un giocatore di football americano statunitense che milita nel ruolo di defensive tackle per i DC Defenders della X Football League (XFL).

## Carriera

### Detroit Lions
Dopo avere giocato al college a football ad Auburn, Wright fu scelto nel corso del quarto giro (113º assoluto) del Draft NFL 2015 dai Detroit Lions. Debuttò come professionista subentrando nella gara del primo turno contro i San Diego Chargers in cui mise a segno un tackle.